# Raphael Lea’i
Raphael Ohanua Lea’i (Honiara, 2003. szeptember 9. –) Salamon-szigeteki válogatott labdarúgó, posztját tekintve csatár. Az első hivatásos Salamon-szigeteki labdarúgó, aki játszott Európában.

## Pályafutása

### Klubcsapatokban

#### Marist
A nemzetközi szinten nyújtott ígéretes teljesítményt követően külföldi klubok is felfigyeltek Lea’ira, köztük az argentin Primera Divisiónban szereplő Deportivo Godoy Cruz és az ausztrál A-League-ben szereplő Brisbane Roar. Mindkét klub próbajátékot ajánlott neki, azonban az ifjúsági labdarúgókra vonatkozó FIFA-szabályok miatt 18 éves kora előtt nem írhatott alá tengerentúli profi szerződést.
Lea’i 2018 végén debütált a Salamon-szigeteki Marist színeiben, ahol hat mérkőzésen négy gólt szerzett a 2018-as Salamon-szigeteki első osztályban. 2019-re Lea’i ösztöndíjat kapott az új-zélandi Scots College középiskolától, amely az Új-zélandi labdarúgó-bajnokság Wellington Phoenix klubjához tartozik. Bár a 18 év alatti játékosok külföldi átigazolását tiltó FIFA-szabályok miatt Lea’i nem léphetett pályára a Phoenix ifjúsági csapatában, a szezont a helyi Wellington középiskolai bajnokság góllövőlistájának élén zárta, miután a Scots College labdarúgócsapata a szezonban szerzett 41 góljából 15-öt Lea’i lőtt.

#### Henderson Eels
Az Új-Zélandon töltött időszakot követően Lea’i a Salamon-szigeteki Henderson Eelshez szerződött. Első szezonjában hét mérkőzésen 24 gólt szerzett, amiből 11 gólt egyetlen mérkőzésen a Real Kakamora ellen. A 2019–20-as szezon végén Lea’i egyhetes próbajátékra kapott meghívást az A-League-ben szereplő Melbourne Victory csapatához. A 2021–22-es Salamon-szigeteki szezon kezdetén a török Süper Ligában szereplő Alanyaspor ajánlott neki próbajátékot, azonban vízumproblémák miatt ez elmaradt.

#### Velež Mostar
Leigazolását 2023 januárjában jelentette be a bosnyák első osztályban szereplő Velež Mostar. Ezzel Lea’i lett az első Salamon-szigeteki labdarúgó, aki profi klubhoz szerződött Európában.
Első gólját a klub színeiben 2023. május 12-én szerezte az FK Igman Konjic elleni mérkőzésen. 2023 szeptemberében honvágya miatt visszatért a Salamon-szigetekre, így a szezon hátralévő részében nem szerepelt.

#### Adelaide City
Szerződése lejárta után szerződtette az ausztrál Adelaide City.

### A válogatottban
Lea’i 14 éves kora ellenére elég jó benyomást tett ahhoz, hogy beválogassák a 2017-es OFC ifjúsági futsal-tornára. Annak ellenére, hogy három évvel fiatalabb volt néhány ellenfelénél, Lea’i a torna legjobb játékosaként és góllövőjeként tündökölt, hat mérkőzésen 34 gólt szerzett. Kulcsfontosságú szerepet játszott a veretlen Salamon-szigeteki csapat sikerében, és segített nekik abban, hogy megszerezzék a bajnoki címet, valamint kvalifikálják magukat a 2018-as argentínai ifjúsági olimpiára. A 2018-as ifjúsági olimpián Lea’i hét gólt szerzett, viszont a Salamon-szigetek a csoportkörben kiesett.
2018 szeptemberében Lea’itt beválogatták a 2018-as OFC U16-os bajnokságra, amelyet Honiarában rendeztek. Ismét döntő szerepet játszott a Salamon-szigetek csapatának sikerében, hét gólt szerzett a Pápua Új-Guinea, Új-Zéland és Vanuatu elleni három egymást követő 5–0-s győzelem során. A Salamon-szigetek ezt követően a Fidzsi-szigetek 3–1-es legyőzésével az elődöntőben kvalifikálta magát a 2019-es FIFA U-17-es világbajnokságra. A döntőben nem sokkal a lefújás előtt kihagyott egy büntetőt, végül Új-Zéland 5–4-re győzött büntetőpárbajban.
Lea’it beválogatták a 2019-es FIFA U-17-es világbajnokságra való felkészülés jegyében megrendezett 2019-es U-17-es minszki tornára. Mindhárom mérkőzésen gólt szerzett; egyet a Moldova elleni 2–1-es győzelem alkalmával, egy gólt a Fehéroroszország elleni 1–1-el végződő mérkőzésen és két gólt a Kazahsztán elleni 2-2-es meccsen.
A 2019-es FIFA U-17-es világbajnokságon Lea’i mindhárom mérkőzésen Olaszország, Paraguay és Mexikó ellen játszott, de csapata kiesett a csoportkörben.
A 2022-es labdarúgó-világbajnokság-selejtezői során Lea’i mindhárom gólját a Tahiti ellen 3–1-re megnyert mérkőzésen szerezte, amivel bebiztosította a Salamon-szigetek helyét az A csoport élén, és a válogatott csoportgyőztesként jutott tovább az elődöntőbe.
2023. október 8-án második mesterhármasát szerezte a Salamon-szigeteki válogatottban a Pápua Új-Guinea ellen 3–1-re megnyert mérkőzésen, a 2023-as 2023 MSG Prime Minister’s kupán, amelynek a végén elnyerte a torna játékosának járó díjat.

## Sikerei, díjai

### Klubcsapatokban
Henderson Eels
- Telekom S-League-győztes: 2018[19]

 Velež Mostar
- Bosnyák kupa ezüstérmes: 2022–2023

### A válogatottban
Salamon-szigetek U18 (futsal)
- OFC ifjúsági futsal torna: 2017[20]

 Salamon-szigetek U17
- OFC U-16/U-17 Championship ezüstérmes: 2018[21]